# Stenbittjärnarna (Alanäs socken, Jämtland, 713216-148402)
Stenbittjärnarna är en sjö i Strömsunds kommun i Jämtland och ingår i Ångermanälvens huvudavrinningsområde.